# Filarmonica del Teatro Comunale di Bologna
La Filarmonica del Teatro comunale di Bologna, è un'orchestra italiana nata nel 2008 dall'orchestra del Teatro comunale di Bologna. L'attuale direttore artistico dell'orchestra è Roberto Abbado, nominato nel 2021. L'orchestra tiene un'intensa attività concertistica nel Teatro Auditorium Manzoni di via de' Monari, nel quartiere Porto. Dal suo debutto, la Filarmonica ha proposto diversi cicli di concerti in collaborazione con artisti e interpreti di fama internazionale, quali Neville Marriner, Michail Pletnëv, Philippe Entremont, Angela Hewitt, Mischa Maisky, Stefano Bollani, solo per citarne alcuni.

## Attività
Fra le collaborazioni dell'orchestra, sono da ricordare i direttori Alberto Veronesi, Gerd Albrecht, Joachim Jousse, Michele Mariotti, Neville Marriner, Alexander Vedernikov, Aziz Shokhakimov, Michail Tatarnikov, Michail Pletnëv, Fawzi Haimor e Paul Goodwin, i pianisti Enrico Pace, Ivo Pogorelić, Philippe Entremont, Daniil Trifonov, Louis Lortie, Alexander Lonquich, Lilya Zilberstein, Angela Hewitt e Alexander Romanovsky, i violoncellisti Mischa Maisky e David Geringas, i violinisti Anna Tifu, Sayaka Shoji, Simone Lamsma, Baiba Skride e Nicola Benedetti. 
Tra il 2014 e il 2019 l'orchestra ha intrapreso diverse tournée in Giappone e in Cina, realizzando produzioni operistiche e sinfoniche in prestigiosi teatri. Tra le città toccate dalle tournée di Filarmonica figurano Tokyo, Kyoto, Nagoya, Nara, Kumamoto, Himeji, Shenyang e Dalian. 
La Filarmonica ha inoltre pubblicato negli anni CD musicali con alcuni dei brani più belli interpretati. Tra questi spiccano Bel Canto (2009) e Romantique (2012), entrambi interpretati da Elīna Garanča e incisi con la prestigiosa etichetta tedesca Deutsche Grammophon.